# 奧爾德里弗鎮區 (阿肯色州傑佛遜縣)
奧爾德里弗鎮區（英語：Old River Township）是位於美國阿肯色州傑佛遜縣的一個行政鎮區。

## 地方資料
奧爾德里弗鎮區的面積為95.69平方千米，當中陸地面積為88.24平方千米，而水域面積為7.45平方千米。根據2010年美國人口普查的數據，當地共有人口68人，而人口密度為每平方千米0.71人。